# Božidar Radošević
Božidar Radošević (Spalato, 4 aprile 1989) è un calciatore croato, portiere dell'HNK Gorica.

## Palmarès

### Club

#### Competizioni nazionali
- Campionato bosniaco: 1

Željezničar: 2009-2010
- Campionato montenegrino: 1

Budućnost: 2011-2012
- Campionato iraniano: 4

Persepolis: 2016-2017, 2017-2018, 2018-2019, 2019-2020
- Coppa d'Iran: 1

Persepolis: 2018-2019
- Supercoppa d'Iran: 4

Persepolis: 2017, 2018, 2019, 2020